# Daboia
Daboia (лат.) — род ядовитых змей семейства гадюковых.

## Классификация
Согласно данным сайта Reptile Database, к роду относят 4 вида:
- Daboia mauritanica — мавританская гадюка
- Daboia palaestinae — палестинская гадюка Вернера
- Daboia russelii — цепочная гадюка, или дабойя
- Daboia siamensis

Ранее род рассматривался как монотипический, и в его состав включали только цепочную гадюку.